# Shinee World II
SHINee World II (promowany jako SHINee CONCERT "SHINee WORLD II") – druga solowa trasa koncertowa południowokoreańskiego zespołu SHINee. Trasa zaczęła się 21 lipca 2012 roku koncertem w Seulu i obejmowała 6 koncertów w 4 miastach. Tournée zakończyło się 8 grudnia 2012 roku w Singapurze.
Koreański album, zatytułowany The 2nd Concert Album "SHINee World II in Seoul", zawierający nagrania z koncertów w Seulu ukazał się 2 kwietnia 2014 roku.

## Lista koncertów
| Data             | Obiekt                   | Miasto   | Kraj             | Widownia |
| ---------------- | ------------------------ | -------- | ---------------- | -------- |
| 21 lipca 2012    | Olympic Gymnastics Arena | Seul     | Korea Południowa | 20 000   |
| 22 lipca 2012    | Olympic Gymnastics Arena | Seul     | Korea Południowa | 20 000   |
| 15 września 2012 | Taipei Arena             | Tajpej   | Tajwan           | 18 000   |
| 16 września 2012 | Taipei Arena             | Tajpej   | Tajwan           | 18 000   |
| 27 września 2012 | AsiaWorld-Arena          | Hongkong | Hongkong         | 10 000   |
| 8 grudnia 2012   | Singapore Indoor Stadium | Singapur | Singapur         |          |